# Ivenrode
Ivenrode là một đô thị ở huyện Börde thuộc bang Sachsen-Anhalt, nước Đức. Đô thị Ivenrode có diện tích 10,55 km², dân số thời điểm ngày 31 tháng 12 năm 2006 là 510 người.